# Hector and the Search for Happiness
Hector and the Search for Happiness is een Brits-Duits-Canadees-Zuid-Afrikaanse film uit 2014 onder regie van Peter Chelsom. De film is gebaseerd op het boek Le voyage d'Hector ou la recherche du bonheur uit 2002 van François Lelord.

## Verhaal
Hector is een geliefde maar excentrieke psychiater in Londen die een crisis doormaakt. Hij twijfelt over zijn werk en zijn eigen geluk en besluit alles achter te laten om een wereldreis te maken op zoek naar de essentie van geluk. 

## Rolverdeling
| Acteur              | Personage         |
| ------------------- | ----------------- |
| Simon Pegg          | Hector            |
| Rosamund Pike       | Clara             |
| Toni Collette       | Agnes             |
| Barry Atsma         | Michael           |
| Stellan Skarsgård   | Edward            |
| Christopher Plummer | Professor Coreman |
| Jean Reno           | Diego             |
| Chris Gauthier      | Roger             |
| Chad Willett        | Allan             |
| Togo Igawa          | Old Monk          |
| Veronica Ferres     | Anjali            |